# Luchthaven Miyazaki
De luchthaven van Miyazaki (宮崎空港, Miyazaki Kūkō) is een klasse 2-luchthaven gesitueerd op ongeveer 4 km ten zuiden van de Japanse stad Miyazaki. De enige start- en landingsbaan ligt onmiddellijk aan de kustlijn van het eiland Kyushu, en steekt na de verlenging ervan gedeeltelijk uit in de zee.

## Bestemmingen en gebruikers
De luchthaven wordt (voorjaar 2013) vooral gebruikt voor binnenlandse vluchten, met als bestemmingen Tokio (Haneda), Fukuoka, Nagoya, Okinawa of Osaka. Tot de gebruikers behoren All Nippon Airways (ANA) en ANA Wings, Japan Airlines (JAL) en JAL Express, Japan Air Commuter, Solaseed Air (het vroegere Skynet Asia Airways), J-Air en Ibex Airlines.
China Airlines vliegt vanuit Miyazaki naar Taipei en Asiana Airlines naar Seoel (Incheon).
Solaseed Air heeft zijn hoofdkwartier op de luchthaven van Miyazaki.